# 摩泽尔河畔圣莫里斯
摩泽尔河畔圣莫里斯（法語：Saint-Maurice-sur-Moselle，法語發音：[sɛ̃ moʁis syʁ mɔzɛl] ⓘ）是法国大东部大区孚日省的一个市镇，属于埃皮纳勒区。

## 地理
摩泽尔河畔圣莫里斯（47°51'28"N, 6°49'26"E）面积37 平方千米，位于法国大東部大區孚日省，该省份为法国东北部内陆省份，北起默兹省和默尔特-摩泽尔省，西接上马恩省，南至上索恩省和贝尔福地区省，东临上莱茵省和下莱茵省。
与摩泽尔河畔圣莫里斯接壤的市镇（或旧市镇、城区）包括：奥伯布吕克、里姆巴克普雷马瑟沃、塞文、欧迪泰姆-朗贝尔堡、普朗谢莱米讷、比桑、摩泽尔河畔弗雷斯、勒皮。

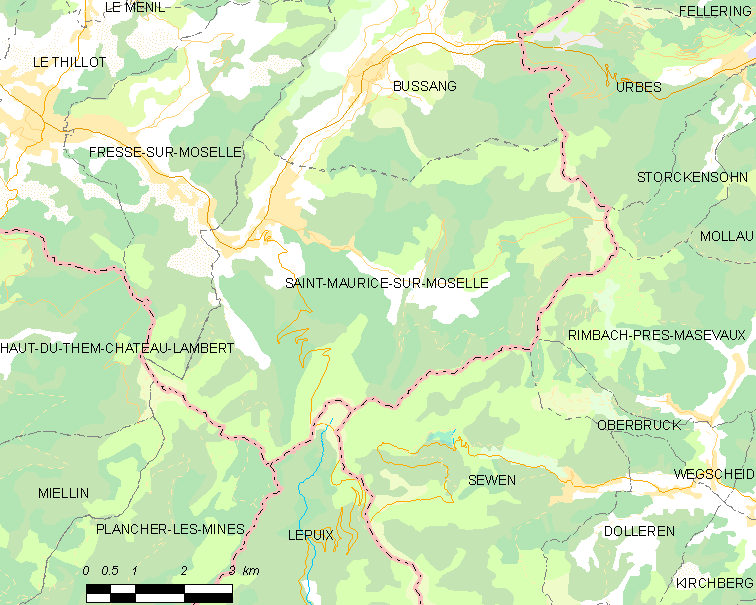
摩泽尔河畔圣莫里斯的OSM定位图

摩泽尔河畔圣莫里斯的时区为UTC+01:00、UTC+02:00（夏令时）。

## 行政
摩泽尔河畔圣莫里斯的邮政编码为88560，INSEE市镇编码为88426。

## 政治
摩泽尔河畔圣莫里斯所属的省级选区为勒蒂约县。

## 人口

1962-2008年间摩泽尔河畔圣莫里斯人口变化图示

摩泽尔河畔圣莫里斯于2022年1月1日时的人口数量为1364人。